# بيريز سيليس
بيريز سيليس (بالإسبانية: Pérez Celis)‏ هو رسام أرجنتيني، ولد في 15 يناير 1939 في San Telmo, Buenos Aires ‏ في الأرجنتين، وتوفي في 2 أغسطس 2008 في بوينس آيرس في الأرجنتين بسبب ابيضاض الدم.